# 吉田智則 (俳優)
吉田 智則（よしだ とものり、本名同じ、1973年1月13日 - ）は、日本の俳優。東京都出身。東京都立国立高等学校卒業。東京学芸大学B類数学科卒業。血液型はAB型。バウスプリット株式会社所属。

## 人物
大学在学中に北区つかこうへい劇団の2期生として入団。
1996年5月、つかこうへい作・演出の舞台『熱海殺人事件〜売春捜査官』で大山金太郎役を務め、翌1997年2月から2000年10月まで『ロマンス』（同作・演出）にて主役の一人・花村牛松を演じ、もう一人の主役・青木シゲルを演じた安村和之とのコンビが人気を博す。
1999年4月日本テレビ系テレビドラマ『ロマンス』にてテレビドラマデビュー。
2001年2月末、同劇団を退団、大島圭子オフィース、サンズエンタテイメントを経て、現在の事務所へ2011年11月に移籍。

## 出演

### 舞台
- 夢巻品川心中（作・演出/吉崎宏人）
- つか版お笑い忠臣蔵（原作/つかこうへい　脚本・演出/藤本聡）
- 蒲田行進曲完結編〜銀ちゃんが逝く（作・演出/つかこうへい） - 医者役
- 熱海殺人事件〜売春捜査官 紀伊國屋ホール〜他全国公演、NHK-BS中継（作・演出/つかこうへい）
- 熱海殺人事件〜売春捜査官（作/つかこうへい　演出/藤本聡）
- ロマンス（作・演出/つかこうへい）- 主演・牛松 役
- 広島に原爆を落とす日（作/つかこうへい　演出/いのうえひでのり）
- 新・幕末純情伝（作/つかこうへい　演出/岡村俊一）
- 二等兵物語（作・演出/つかこうへい）
- 二代目はクリスチャン（作・演出/つかこうへい）
- 英泉（作・演出/和田肇子）
- 蒲田行進曲完結編〜銀ちゃんが逝く（作・演出/つかこうへい）- 倉岡銀四郎 役
- 遥かなる幻影（作・演出/岩瀬浩司）
- 烈志（作・演出/和田肇子）
- 箱の中身（作/原田宗典　演出/千葉マサト）
- 以蔵のいちばん長い日（作・演出/吉崎ひろと）- 主演・以蔵 役
- 君を感じる時
- KAMIKAZE（作/中村哲也、西本良治郎）
- 「大飯介始末」「よじょう」（原作/山本周五郎　脚本・演出/上田ボッコ）
- スサノオ〜神の剣の物語（作/中島かずき　演出/いのうえひでのり）
- つかこうへいダブルス幕末純情伝（作/つかこうへい　演出/杉田成道）- 土方歳三 役
- 或る告白（作・演出/岩瀬浩司）
- 四谷怪談　ウィーン演劇祭、オランダ演劇祭、ミュンヘン公演（作/鶴屋南北　演出/ヨッシ・ヴィーラー）- 佐藤与茂七 役
- 四谷怪談　ベルリン芸術劇場（作/鶴屋南北　演出/ヨッシ・ヴィーラー）- 佐藤与茂七 役
- 愚か者の記録〜罪を背負わず〜（作・演出/岩瀬浩司）
- 泥棒論語（作/花田清輝　台本・演出/白石征）- 紀貫之 役
- 遺墨（作・演出/岩瀬浩司）- 安重根 役
- 一条家サロン（作・演出/矢内文章）- 土方輝三 役
- 天璋院篤姫（脚本/長谷川康生　演出/西川信廣）- 西郷吉之助 役
- 初級革命講座 飛龍伝（作/つかこうへい）- 熊田留吉 役
- 新・幕末純情伝（作/つかこうへい　演出/杉田成道）- 桂小五郎 役
- GOEMON（作/渡辺和徳　演出/岡村俊一）- 服部半蔵 役
- 明治座140周年記念公演『GOEMON』（作/渡辺和徳　演出/岡村俊一）- 服部半蔵 役
- 新・幕末純情伝（作/つかこうへい）- 桂小五郎 役
- 飛龍伝21（作/つかこうへい）
- 広島に原爆を落とす日（作/つかこうへい）
- つかこうへいダブルス『新・幕末純情伝』『広島に原爆を落とす日』
- つかこうへいトリプルインパクト『初級革命講座飛龍伝』（作/つかこうへい）- 熊田留吉 役
- AZUMI 幕末編（原作/小山ゆう「あずみ」小学館刊）- 岩倉具視 役
- 昭和芸能舎『ばかものたち』（作・演出/羽原大介）- 主演･カズオ役
- 引退屋リリー（原作/つかこうへい　演出/岡村俊一）
- 昭和芸能舎『ストリッパー物語』（作/つかこうへい　脚色/羽原大介）- 主演･横川重造 役
- AZUMI 戦国編（原作/小山ゆう「あずみ」小学館刊）- 井上勘兵衛 役
- Beauty（作・演出/夏井孝裕）
- 家族の神話（作・演出/富田求）
- 劇団☆新感線『髑髏城の七人』Season風（作/中島かずき　演出/いのうえひでのり）-  囚達羅の蛇眼 役
- フラガール -dance for smile-（作/羽原大介・李相日　総合演出/河毛俊作）-  木村清二 役
- 飛龍伝2020（作/つかこうへい）- 4代目 第1機動隊隊長 吉田智則 役
- あずみ 戦国編（原作/小山ゆう「あずみ」小学館刊）- 井上勘兵衛 役
- フラガール -dance for smile-（2021年　作/羽原大介・李相日　総合演出/河毛俊作）-  木村清二 役
- 紀伊國屋ホール新装開場記念公演（新・熱海殺事件）オープニングゲスト- 吉田智則 役
- フォーティンブラス（2021年 作/横内謙介　演出/中屋敷法仁）-  岸川和春（亡霊）役
- 二代目はクリスチャン（原作/つかこうへい　脚本・演出/渡辺和徳）
- 修羅雪姫（2021年 原作/小池一夫・上村一夫）[1]
- フラガール - dance for smile -（2022年 作/羽原大介・李相日　総合演出/河毛俊作）-  木村清二 役
- フォーティンブラス（2022年 作/横内謙介 演出/中屋敷法仁）-  岸川和春（亡霊）役
- 十三回忌追悼公演 つかこうへいLonely 13 Blues『初級革命講座　飛龍伝』（作/つかこうへい）
- 新・幕末純情伝（2023年 作/つかこうへい）- 勝海舟 役
- 春匠『幻灯の星たち』（2023年 原作/つかこうへい　演出/春田純一）- 村岡安次 役
- 春匠『蒲田行進曲完結編 銀ちゃんが逝く』（2023年 作/つかこうへい　演出/錦織一清）- 村岡安次 役
- 大衆演劇新風プロジェクト『果ての月』（2023年 原作/シェイクスピア「ロミオとジュリエット　演出/里美たかし）
- 紀伊國屋ホール開場60周年記念特別公演『フォーティンブラス2024』（2024年 作/横内謙介  演出/チームアルパード）-  岸川和春（亡霊）役
- 初級革命講座　飛龍伝（2024年 作/つかこうへい　演出/マキノノゾミ）
- 春匠『蒲田行進曲完結編 銀ちゃんが逝く』（2024年 作/つかこうへい　演出/錦織一清）- 村岡安次 役
- 久保田企画『幕末純情伝-燃ゆる純情、幕末を駆ける-』（2024年 作/つかこうへい　演出/久保田創）-主演•坂本龍馬 役
- 9PROJECT vol.22『熱海殺人事件 〜1973初演ver.』（2025年 作/つかこうへい　演出/渡辺和徳）[2]

### テレビドラマ
- ロマンス（1999年、日本テレビ）- 村上純平 役
- スジナシ（1999年9月、中部日本放送）
- 富江（1999年、関西テレビ）- 安田 役
- はみだし刑事 最終話（2002年3月、テレビ朝日）
- 月曜ミステリー劇場 「世直し公務員ザ・公証人1」（2002年5月13日、TBS系列）
- みの刑事の愛の事件簿大作戦（2003年1月、テレビ東京）
- 水戸黄門（2003年2月、TBS）
- 新・天まで届け（2003年3月、TBS）
- 拉致（2003年5月、テレビ東京）
- はみだし刑事・最終章 第3話（2004年4月、テレビ朝日）
- お母さん、もっと生きたかった（2004年、TBS）
- 農家のヨメになりたい（2004年、NHK）
- 上を向いて歩こう〜坂本九物語〜（2005年、テレビ東京）- 永六輔 役
- 大岡越前2 第6話（2006年6月、テレビ朝日）- 佐竹宋次郎 役
- ウルトラマンメビウス（2006年11月11日、TBS、第32話・メイツ星人ビオ）- ビオの父 役
- テレサ・テン物語〜私の家は山の向こう（2007年6月2日、テレビ朝日）- 北京青年導報記者グワン 役
- 路〜終着駅の牛尾刑事VS事件記者冴子（2007年12月22日　テレビ朝日）- 中岡正次 役
- 金曜プレステージ（フジテレビ）
  - 外科医 鳩村周五郎 闇のカルテⅣ（2008年3月28日）- 島田昭夫 役
  - 「マリッジ」（2012年6月）- 熊沢俊哉　役
- 月曜ゴールデン（TBS）
  - 狩矢警部シリーズ - 根津刑事 役
    - 5 京舞妓殺人事件（2009年1月26日）
    - 6 燃えた花嫁（2009年2月2日）
    - 7 小野小町殺人事件（2009年11月2日）
    - 10 千利休・謎の殺人事件（2011年7月4日）

  - 十津川警部シリーズ
    - 49 特急「しらさぎ」殺人迷路〜越前竹人形の謎〜（2013年1月21日）- 三浦剛　役
    - 54 サンライズ出雲の女 消えた似顔絵の女（2015年4月13日）- トリップマガジン社「旅と人間」編集長・田島篤也　役
- 月曜名作劇場（TBS）
  - 新・十津川警部シリーズ1 伊豆・下田殺人ルート（2017年1月23日）- 坂口刑事　役
  - ミステリー作家・朝比奈耕作シリーズ2 鳥啼村の惨劇（2018年3月12日）- 23年前の8人殺しの容疑者・太田柊一　役
- 中学生日記（2009年9月5日、NHK教育テレビジョン）
- 土曜時代劇 咲くやこの花（2009年、NHK）
- 臨場 続章 第7話「声」（2010年5月26日、テレビ朝日）- 矢代刑事　役
- さよなら、アルマ（2010年12月18日、NHK）- 福島上等兵　役
- 陽はまた昇る 第4話（2011年8月、テレビ朝日）
- デカ 黒川鈴木 第5話（2012年2月2日、読売テレビ）- 東賢明　役
- ドラマスペシャル「濃姫」（2012年3月、テレビ朝日）
- WOWOWドラマ「ヒトリシズカ」第6話（2012年10月、WOWOW）
- ドラマスペシャル 女優 麗子〜炎のように（2013年3月6日、テレビ東京）- 運転手・寺田　役
- NHK大河ドラマ「八重の桜」第40〜41話（2013年9月、NHK）- 松野新九郎　役
- NHKドラマ10「ガラスの家」第6〜8話（2013年10月、NHK）
- 戦力外捜査官 最終話（2014年3月15日、日本テレビ）- 原口聡　役
- 読売テレビ開局55年記念ドラマ「お家さん」（2014年5月、よみうりテレビ）
- 相棒（テレビ朝日） 
  - 相棒 Season13 第17話「妹よ」（2015年3月4日）- アコー電器人事部長・竹田　役
  - 相棒 Season14 第8話「最終回の奇跡」（2015年12月9日）- 「月刊ジュピター」編集長・真山文彦　役
- お迎えです。第6話（2016年5月、日本テレビ）
- 宮部みゆきサスペンス「模倣犯」（2016年9月、テレビ東京）
- ドラマスペシャル「狙撃」（2016年10月、テレビ朝日）- 伊藤雄基　役
- 更生補導員･深津さくら 殺人者の来訪 ～告解者～（2017年3月26日、テレビ東京）- 能崎亘 役
- 執事 西園寺の名推理（2018年4月、テレビ東京）
- 月曜名作劇場「森村誠一サスペンス おくのほそ道迷宮紀行」（2018年6月、TBS）- 及川大輝　役
- オトナの土ドラ「いつかこの雨がやむ日まで」（2018年8〜9月、東海テレビ）- レギュラー　三枝 役
- NHK BSプレミアム「モンローが死んだ日」（2019年1月、NHK）
- 土曜ドラマ9「神酒クリニックで乾杯を」（2019年1月、BSテレ東）
- オトナの土ドラ「ミラー・ツインズ」（2019年5月、東海テレビ）
- 連続ドラマW「坂の途中の家」（2019年5月、WOWOW）
- 二月の勝者-絶対合格の教室- 第8話（2021年12月4日、日本テレビ） - 渡辺譲二 役
- 「新宿野戦病院」最終回（2024年9月、フジテレビ）

### 映画
- 宣戦布告（2002年）
- AIKI（2002年）
- 海猫（2004年）- 児玉 役
- ねぼけ（2016年）モントリオール世界映画祭 - 仙栄亭清蔵 役
- ゲキシネ「髑髏城の七人」Season風（2018年）Sitges Film Festival 2018 - 囚達羅の蛇眼 役（英題：Fortress of Skulls　部門：NOVES VISIONS Section, in Competition）
- 仕掛人・藤枝梅安②（2023年）- 木村平次 役

### ショートフィルム等
- 演出バトル（2015年）
  - 「場末の慕情」
  - 「うっかり引っ越し」
  - 「アバンチュールで恋に落ちて」
- 「sparkle」（2017年）
  - 坂本龍一/async短編映画コンペティション
  - Direct Monthly Online Film Festival 編集賞
  - Direct Short Online Film Festival
  - Short Cine Fest
  - South Film and Arts Academy Festival
  - FantaSci Short Film Festival
  - Golden Earth Film Award 最優秀演技賞
  - Aab International Film Festival 監督賞
  - European Cinematography AWARDS
  - Independent Online Film Festival
  - RedWood Film Festival 脚本賞
  - Open Window International Film Challenge
  - Tokyo Cowboys QUARTERLY FILM FESTIVAL 観客賞
  - Andromeda Film Festival 最優秀実験映画受賞
  - Tokyo International Monthly Film Festival 特別賞
  - Emerald Peacock - Film Festival
- 「あなたがいない世界」（2020年）
  - Košice International Monthly Film Festival モバイルフォン部門 優秀賞
  - Istanbul Film Awardモバイルフィルム 最優秀賞
  - Prague International Monthly Film Festival 最優秀モバイルフォンフィルム
  - Europe film festival U.K. モバイルフィルム審査員特別賞
  - Tagore International Film Festival モバイルフィルム最優秀賞
  - Port Blair International Film Festival モバイルショートフィルム最優秀賞
  - Monthly Indie Shorts 最優秀編集賞
  - London International Monthly Film Festival
  - Paris International Short Festival
  - Reels International Short Film Festival 監督賞、脚本賞
  - BIMIFF - Brazil International Monthly Independent Film Festival 最優秀国際短編賞
  - TOKYO International Short Film Festival 特別脚本賞
  - Cooper Awards 特別賞
  - Berlin Shorts Award
  - Onyko Film Award 特別賞
  - New Wave Film Festival
  - Liberty Film Award 最優秀アジア短編映画賞
  - Cannes Shorts 特別賞
  - Serbest International Film Festiva
  - Discover World’s Top Film Festivals 最優秀アジア短編映画賞
- 「坂上君と円盤と校長先生」（2024年）
  - Symbiotic Film Festival
  - Nicomedia International Film Awards 最優秀SF賞
  - Florence Film Awards
  - INTERNATIONAL GOLD AWARDS ベストピクチャー
  - SWEDISH INTERNATIONAL FILM FESTIVAL
  - 4th Dimension Independent Film Festival
  - ROSHANI INTERNATIONAL FILM FESTIVAL
  - Discover GoldenEarth FilmAward
  - beyond the curve international film Festival　最優秀SF賞
  - Medusa Film Festival 最優秀短編SF賞受賞
  - nycinternationalfilmfestival 最優秀短編SF賞
  - cult movies festival
  - Golden Earth Film Award Best Children's Film受賞
  - ROSHANI INTERNATIONAL FILM FESTIVAL　最優秀男性監督賞／最優秀SF特別賞
  - Anatolia International Film Festival
  - nihonkai_theater にほん海シアター
  - Brazil International Monthly Film Festival
  - MP Film Award online filmfestival
  - Red Wood Film Festival
  - Golden Hawk Film Award 最優秀SF映画賞
  - eoul International Short Film Festival

### CM
- 太陽家具
- サッポロ 缶コーヒー 生粋（きっすい）
- カプコン『モンスターハンターnow』もう狩ってる篇

### MV
- AKB48「GIVE ME FIVE!」

### ナレーション
- 「蛍原競馬倶楽部　福島修行編」（2017年6月、グリーンチャンネル）

## 受賞歴
- 1999年
  - 第21回ザテレビジョンドラマアカデミー賞 新人俳優賞（『ロマンス』）